# Thomas Lucy

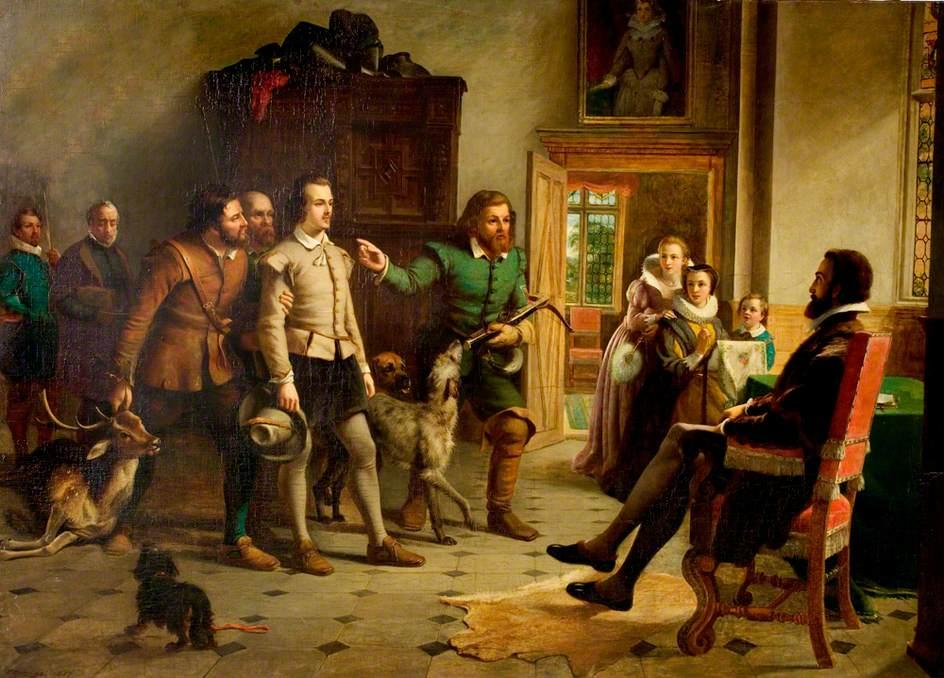
Thomas Lucy

Thomas Lucy (24 de abril de 1532 - 7 de julio de 1600) era un magistrado y evangélico inglés de Charlecote, próximo a Stratford-upon-Avon, quien bajo el tutelaje de Isabel I, persiguió a las presuntas familias católicas de la zona, incluyendo a la familia materna de William Shakespeare y al famoso jesuita, Edmund Campion.